# Club Deportivo Social Cultural Somos Olímpico
El Club Deportivo Social Cultural Somos Olímpico es un club de fútbol del distrito de Santiago de Surco, de la provincia de Lima en el departamento de Lima fundado en 1972. Jugó en la Segunda División del Perú en los años 2000 bajo el nombre de Olímpico Somos Perú, nombre que posteriormente cambio a raíz de convenios y fusiones. Fue refundado el 5 de octubre de 2007 con su denominación actual.

## Historia
Fue fundado el 27 de julio de 1972 bajo el nombre de Olímpico San Luis, afiliándose a la Liga distrital de fútbol de San Luis. 27 años después de su creación, en 1999 luego de una brillante campaña en el Interligas de Lima Metropolitana, logró el ascenso de la Copa Perú a la Segunda División del año 2000. Para ese año Olímpico San Luis pasó a denominarse Olímpico Somos Perú.
En junio del 2002, Olímpico Somos Perú decide una alianza deportiva con el club Aurora Miraflores, propiedad del empresario Bruno Zwingli, el mismo que cedería en calidad de préstamo a los mejores jugadores de su plantel. Con la llegada del empresario suizo, el cuadro de San Luis comenzó a ser protagonista en la categoría y, en el 2004, obtuvo el campeonato, accediendo a la Etapa Nacional de la Copa Perú, donde fue eliminado por Deportivo Municipal en los cuartos de final. Al año siguiente, se volvió a consagrar campeón de la Segunda, pero tras dejar en el camino al Colegio Nacional de Iquitos, sucumbió ante el Atlético Minero en los cuartos de final de la Copa Perú.
Para el 2006, el Olímpico Somos Perú se convierte en el Olímpico Aurora Miraflores, al lograr la fusión institucional con el tradicional club miraflorino. Para esa temporada, el equipo lució la camiseta que el cuadro rayado hizo famosa durante años en Segunda, de rayas verticales azules y negras. Un año después, a raíz de las posibilidades de crecimiento que representaba la ciudad de Iquitos, Zwingli decidió mudar allá al equipo y cambiarle el nombre por el de Loreto FC.
No obstante, la afición del entonces equipo selvático  jamás se identificó con el club y su dirigencia buscó un interesado en hacerse cargo para el 2008, apareciendo así en escena el empresario ayacuchano Rofilio Neyra, propietario de la firma Inti Gas, quien adquirió la licencia del club desde mayo del 2008, que pasó a denominarse Club Inti Gas Deportes Ayacucho con sede en la ciudad de Huamanga, y que luego tuvo su fundación formal en agosto del mismo año. Con ello, el club Olímpico Aurora Miraflores quedó desactivado.

### Reactivación y refundación
A finales de 2008 el club fue reactivado con el nombre de Club Deportivo Social Cultural Somos Olímpico desde la Liga Distrital de Surco. En 2014 fue subcampeón distrital y participó del Interligas de Lima donde fue eliminado en cuartos de final por Social Audaces.
En la temporada 2016 fue campeón de la liga distrital de Surco. Clasifica y supera sucesivamente la primera, segunda, tercera y cuarta fase del Interligas de Lima del mismo periodo. Sin embargo, durante la quinta fase pierde ante Juventud América de Chorrillos y Cultural Progreso de El Agustino, siendo eliminado.
Club Deportivo Social Cultural Somos Olímpico logra nuevamente ser campeón de la Liga de Surco en la temporada 2017 y clasifica al torneo de interligas, en el grupo 19. Finalmente el club queda eliminado por Juventud América de Chorrillos, en la primera fase de la etapa Departamental de Lima. Sin embargo, clasifica en la segunda fase como mejor equipo de los perdedores. Se cobra la revancha contra Juventud América al vencerlo en penales por 4 - 2 y clasificando a la siguiente etapa de la departamental de Lima, finalmente logra el subcampeonato departamental de Lima clasificando así a la etapa Nacional de la Copa Perú 2017. El equipo, en la etapa nacional, logró el puesto 16 de 50, lo que le permitió jugar la ronda de repechajes contra el club Carlos Stein de Lambayeque quedando eliminado con un marcador global de 4 - 3.
Para la temporada 2018, parte de la diligencia que procedía del antiguo Aurora Miraflores decide separarse del Somos Olímpico y vuelve a integrarse en la liga Distrital de Miraflores, refundando al club miraflorino bajo el nombre de Aurora Miraflores F.C.. Mientras tanto, el Club Deportivo Social Cultural Somos Olímpico continuó participando en la Liga Distrital de Surco. Al final del campeonato, el club logra nuevamente el título y la clasificación al torneo de Interligas de Lima. Logra el liderato del grupo 16 de la primera fase, accediente a la siguiente etapa. En la segunda fase, fue eliminado por Defensor Lubricantes de San Juan de Lurigancho por 2 - 1 y 1 - 1.

## Actualidad
En la temporada 2022, el club fue subcampeón de la serie B y clasifica a la liguilla final. Posteriormente, logra el campeonato de la liga distrital de Surco. Clasificó en las Interligas del mismo año. Finalmente fue eliminado en el proceso. Para la temporada 2023, participa en la serie A de la liga. Sin embargo, fue su peor campaña y quedando en la penúltima posición del torneo.

## Uniforme
- Uniforme titular: Camiseta naranja, pantalón azul, medias naranja y azul.
- Uniforme alternativo: Camiseta blanca, pantalón negro, medias celeste y negro.

#### Titular
| Olímpico San Luis 1972-1994 | Olímpico San Luis 1995-1998 | Olímpico San Luis 1999 | Olímpico Somos Perú 2000/2001 | Olímpico Somos Perú 2002/2003 | Olímpico Somos Perú 2004/2005 | Olímpico Aurora 2005/2006 | Loreto F.C. 2007 | Olímpico Aurora 2008 - 2015 | Somos Olímpico 2016/2017 |  |

#### Alterno
| Alterno 1 | Alterno 2 | Alterno 3 | Alterno 4 | Alterno 5 | Alterno 6 |  |

## Datos del club
- Temporadas en 2ª división: 8 (2000 - 2007).
- Mayor goleada conseguida:
  - En campeonatos nacionales de local: Olímpico Somos Perú 7:0 Deportivo AELU (21 de mayo de 2005)
  - En campeonatos nacionales de visita: Somos Aduanas 1:6 Olímpico Somos Perú (27 de septiembre de 2003), Alcides Vigo 1:6 Olímpico Somos Perú (20 de octubre de 2004)
- Mayor goleada recibida:
  - En campeonatos nacionales de local: Olímpico Somos Perú 1:4 Deportivo Municipal (14 de octubre de 2001), Olímpico Somos Perú 1:4 Deportivo Aviación (7 de agosto de 2005)
  - En campeonatos nacionales de visita: Bella Esperanza 6:1 Olímpico Somos Perú (19 de mayo de 2000)

## Entrenadores
Olímpico San Luis
- Michael Silva (1999-2000) Campeón Interligas de Lima 1999
- Tito Morinaga (2000)
- Hugo Ochoa (2000)
- Michael Silva (2000-2002)

Olímpico Aurora Miraflores
- Rodolfo Chavarry (2003-2004) Campeón Segunda División del Perú 2004
- Ronald Amoretti Cavero (2005) Campeón Segunda División del Perú 2005
- Rafael Abelardo Castañeda Castañeda (2006)
- Jorge Machuca (2006)

Loreto FC
- Jorge Machuca (2007)

Club Deportivo Social Cultural Somos Olímpico
- Víctor Chávez (2014-2023)

## Palmarés

### Torneos nacionales
| Competición nacional            | Títulos     | Subcampeonatos |
| ------------------------------- | ----------- | -------------- |
| Segunda División del Perú (2/0) | 2004, 2005. |                |

### Torneos regionales
| Competición regional             | Títulos                             | Subcampeonatos |
| -------------------------------- | ----------------------------------- | -------------- |
| Liga Departamental de Lima (0/1) |                                     | 2017.          |
| Interligas de Lima (2/0)         | 1999, 2017.                         |                |
| Liga Distrital de Surco (6/0)    | 2015, 2016, 2017, 2018, 2019, 2022. |                |
| Liga Distrital de San Luis (2/0) | 1988, 1999.                         |                |

## Filiales

### Olímpico Somos Perú
Es un club formado por parte de la dirigencia del Club Deportivo Social Cultural Somos Olímpico. Se fundó en 2009, con el nombre que se hizo popular en la segunda profesional. En el mismo año que logra ascender a la primera división de Miraflores. En la temporada 2010, Olímpico Somos Perú, pierde la categoría al terminar último del torneo. Regresó a la segunda división miraflorina por varias temporadas más hasta su desaparición. El club fue un formador de jugadores para el equipo principal.

### Semillero Somos Perú
Es el segundo equipo filial. Participa en la Liga de Surco desde 2015. En la temporada 2016, pelea entre los primeros, sin embargo no logra la clasificación a la interligas. Desde 2017 al 2018, el club se ubica a mitad de tabla de la liga. En ocasiones se enfrenta al equipo principal. Su principal función es hacer participar a los jugadores jóvenes de sus canteras en la liga Distrital y tratar de clasificar al torneo de Interligas de Lima.